# Giulio Magalini
Giulio Magalini (Verona, 14 agosto 2001) è un pallavolista italiano, schiacciatore della M&G.

## Carriera

### Club
La carriera di Giulio Magalini inizia nel 2016 nelle giovanili del BluVolley Verona: nella stagione successiva viene promosso nella seconda squadra, disputando il campionato di Serie B. Nella stagione 2018-19 entra a far parte della squadra federale del Club Italia, in Serie A2.
Per il campionato 2019-20 si accasa alla Trentino, giocando per la seconda squadra, in Serie A3, mentre nell'annata successiva torna nuovamente al club di Verona, questa volta in prima squadra, esordendo in Superlega; per il campionato 2021-22 passa al neonato Verona, che raccoglia l'eredità sportiva del suo club precedente. Nella stagione 2023-24 è nuovamente nella Trentino, con cui vince la Champions League 2023-24 e lo scudetto 2024-25, mentre nella stagione 2025-26 approda alla M&G, sempre in Superlega.

### Nazionale
Nel 2018 viene convocato nella nazionale italiana under 18, mentre l'anno successivo è in quella under 19, con cui vince la medaglia d'argento al campionato WEVZA e l'oro al Festival olimpico della gioventù europea e al campionato mondiale. Nel 2020, con la selezione under 20, si aggiudica l'argento al campionato europeo e nel 2021, con quella under 21, l'oro al campionato mondiale. Conquista anche l'oro al campionato continentale 2022 con la nazionale under 22.
Nel 2022 ottiene le prime convocazioni nella nazionale maggiore, vincendo nello stesso anno la medaglia di bronzo ai XIX Giochi del Mediterraneo, mentre nel 2023 conquista l'oro ai XXXI Giochi mondiali universitari estivi; nell'edizione successiva della stessa competizione mette al collo la medaglia di bronzo.

## Palmarès

### Club
- Campionato italiano: 1

2024-25
- CEV Champions League: 1

2023-24

### Nazionale (competizioni minori)
- Campionato WEVZA under 19 2019
- Festival olimpico della gioventù europea 2019
- Campionato mondiale under 19 2019
- Campionato europeo under 20 2020
- Campionato mondiale under 21 2021
- Giochi del Mediterraneo 2022
- Campionato europeo under 22 2022
- Giochi mondiali universitari estivi 2023
- Giochi mondiali universitari estivi 2025